# Wilhelmshaven
Wilhelmshaven este un oraș în landul Saxonia Inferioară, Germania.